# Hyperaea fuscipennis
Hyperaea fuscipennis är en tvåvingeart som först beskrevs av Macquart 1849.  Hyperaea fuscipennis ingår i släktet Hyperaea och familjen parasitflugor. Inga underarter finns listade i Catalogue of Life.